# 정희시
정희시(鄭禧時, 1962년 5월 25일 ~ )은 대한민국 경기도의회 의원이다.

## 학력
- 연세대학교 정치외교학과 학사

## 경력
- 군포환경자치시민회 공동대표
- 루이지보토 리미티드 한국지사장
- 삼성물산 과장
- 더불어민주당 경기도당 군포시 지역위원회 협동조합위원장
- 2016.04 ~ 2018.06: 제9대 경기도의회 의원
- 2018.07 ~ 2022.06: 제10대 경기도의회 의원
  - 2018.07 ~ 2020.06: 제10대 경기도의회 전반기 보건복지위원회 위원장

## 역대 선거 결과
|  | 39.08% |

|  | 67.36% |